# C/1999 F1 (Каталіна)
C/1999 F1 (Catalina) — довгоперіодична комета, що має один з найбільших періодів обертання навколо Сонця. Виявлена 23 березня 1999 року Каталінським небесним оглядом.
Комета має дугу спостереження 2360 днів, що дозволяє надійно оцінити її орбіту. Орбіта довгоперіодичної комети виходить правильною, коли оскулівна орбіта обчислюється в епоху після відходу з планетарного регіону і розраховується відносно центру мас Сонячної системи. C/1999 F1 здійснила найбільше зближення з Нептуном у серпні 2017. Використовуючи JPL Horizons, для доби 1 січня 2035 року отримуємо такі барицентричні орбітальні елементи — велика піввісь 33,300 а. о., апоцентр — 66,600 а. о. і період обігу приблизно 6 мільйонів років. Комета Веста має подібний період.
Переглядач універсальної Бази даних малих тіл JPL використовує епоху 19 квітня 2001, до того як комета покинула планетарний регіон і знаходилась біля перигелію, що робить обчислення афелію неточним, оскільки не враховує будь-яких планетарних збурень. Геліоцентричні обчислення Бази даних малих тіл JPL також не враховують масу Юпітера.